# تحلیل بصری

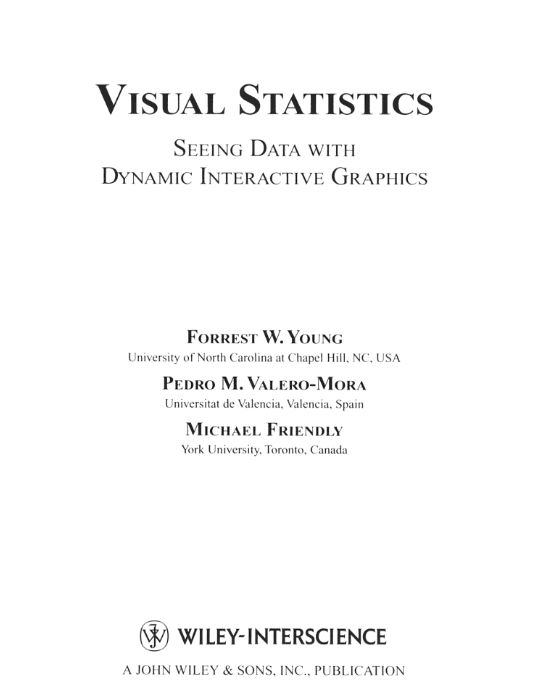
تحلیل بصری

تحلیل بصری (انگلیسی: Visual analytics) حاصل رشته‌های مصورسازی اطلاعات و مصورسازی علمی است که بر تحلیل استدلال به کمک رابط بصری تعاملی تمرکز دارد.

## بررسی اجمالی
تحلیل بصری «علم تجزیه و تحلیل استدلال است که با رابط بصری تعاملی تسهیل شده‌است.» و می‌تواند به حل برخی از مشکلات مرتبط با اندازه و پیچیدگی‌ها و مواردی که نیاز به همراهی دقیق تحلیل انسانی و ماشینی دارد و تجزیه و تحلیل آن‌ها با سایر شیوه‌ها دشوار است مبادرت کند. تحلیل بصری علم پیشرفته و تکنولوژی توسعه یافتهٔ تحلیل استدلال، تعامل، دگرگونی اطلاعات و نمایش‌دهنده محاسبه و مصورسازی نتایج تحلیل‌ها و تحولات تکنولوژی است. تحلیل بصری به عنوان یک برنامه پژوهشی، افرادی را از علوم کامپیوتر، تجسم اطلاعات، علوم شناختی و ادراکی، طراحی تعاملی، طراحی گرافیک و علوم اجتماعی در بر می‌گیرد.
تحلیل بصری با برخی اهداف و تکنیک‌های مصورسازی اطلاعات و مصورسازی علمی وجوه مشترک دارد. در حال حاضر اجماع روشن و کاملی برای شناخت مرزهای بین این سه حوزه وجود ندارد.